# Andrés Escobar Saldarriaga
Andrés Escobar Saldarriaga (13. března 1967, Medellín, Kolumbie – 2. července 1994, Medellín) byl kolumbijský fotbalový obránce a reprezentant, účastník MS 1990 v Itálii a MS 1994 v USA. Byl zastřelen v Medellínu po návratu z Mistrovství světa ve Spojených státech.

## Klubová kariéra
Téměř celou svou kariéru hrál za kolumbijský celek Atlético Nacional, pouze v sezoně 1989/90 působil v Evropě ve švýcarském BSC Young Boys. V národním A-týmu Kolumbie debutoval v roce 1988. Celkem za něj odehrál 51 zápasů a vsítil jednu branku (v roce 1988 proti Anglii).

## Reprezentační kariéra
Na Mistrovství světa 1994 si v utkání základní skupiny A proti domácímu týmu USA vstřelil v 35. minutě vlastní gól, který přispěl k porážce 1:2. Gól padl poté co se pokusil zablokovat střelu. Kolumbie (která měla tehdy silný tým a byla favorizována) nakonec nepostoupila do dalších bojů, skončila na posledním čtvrtém místě skupiny. Krátce po vyřazení byl doma v Medellínu zastřelen, poté co se vydal do města s přáteli a následně zamířil do nočního klubu El Indio, u kterého se s nimi rozešel. Následně byl u klubu sám a objevili se tam tři muži, jeden vzal pistoli a 6× vystřelil. Pokaždé křičel "Gól", protože komentátor v televizi to udělal po jeho vlastním gólu. Z vraždy jsou podezříváni mafiáni. Tato vražda byla dávána do souvislosti s vlastním gólem na mistrovství světa. Jeho pohřbu se zúčastnilo přibližně sto tisíc lidí. Každý rok si ho připomínají tím, že přinášejí na zápasy květiny a jeho fotky.

### Reprezentační góly
Góly Andrése Escobara v A-mužstvu Kolumbie
| Gól | Datum       | Stadion                          | Soupeř | Skóre (min.) | Výsledek | Soutěž        |
| --- | ----------- | -------------------------------- | ------ | ------------ | -------- | ------------- |
| 010 | 24. 5. 1988 | Stadion Wembley, Wembley, Anglie | Anglie | 01:10(66.)   | 1:1      | Rous Cup 1988 |